# Munnekezijl
Munnekezijl (Kollumerlands: Muntjeziel; Fries: Muntsjesyl, [möntsjə’sil]) is een dorp in de gemeente Noardeast-Fryslân, in de Nederlandse provincie Friesland. Het dorp ligt ten noorden van Pieterzijl, ten noordoosten van Warfstermolen, ten zuidoosten van Lauwersmeer en ten zuidwesten van Lauwerzijl. De dorpskern ten westen van de Binnensluis van de Munnikezijlsterried nabij de grens met de provincie Groningen. In 2023 telde het dorp 490 inwoners. 
Tussen de provinciegrens en de dorpskern ligt eiland en buurtschap De Schans met een passantenhaven 't Eiland. Verder vallen de buurtschappen De Kolk (deels) en Krabburen in het postcodegebied van Munnekezijl. Ten zuiden van het dorp ligt een oud boogbruggetje uit 1802, genaamd het Piepke.

## Geschiedenis

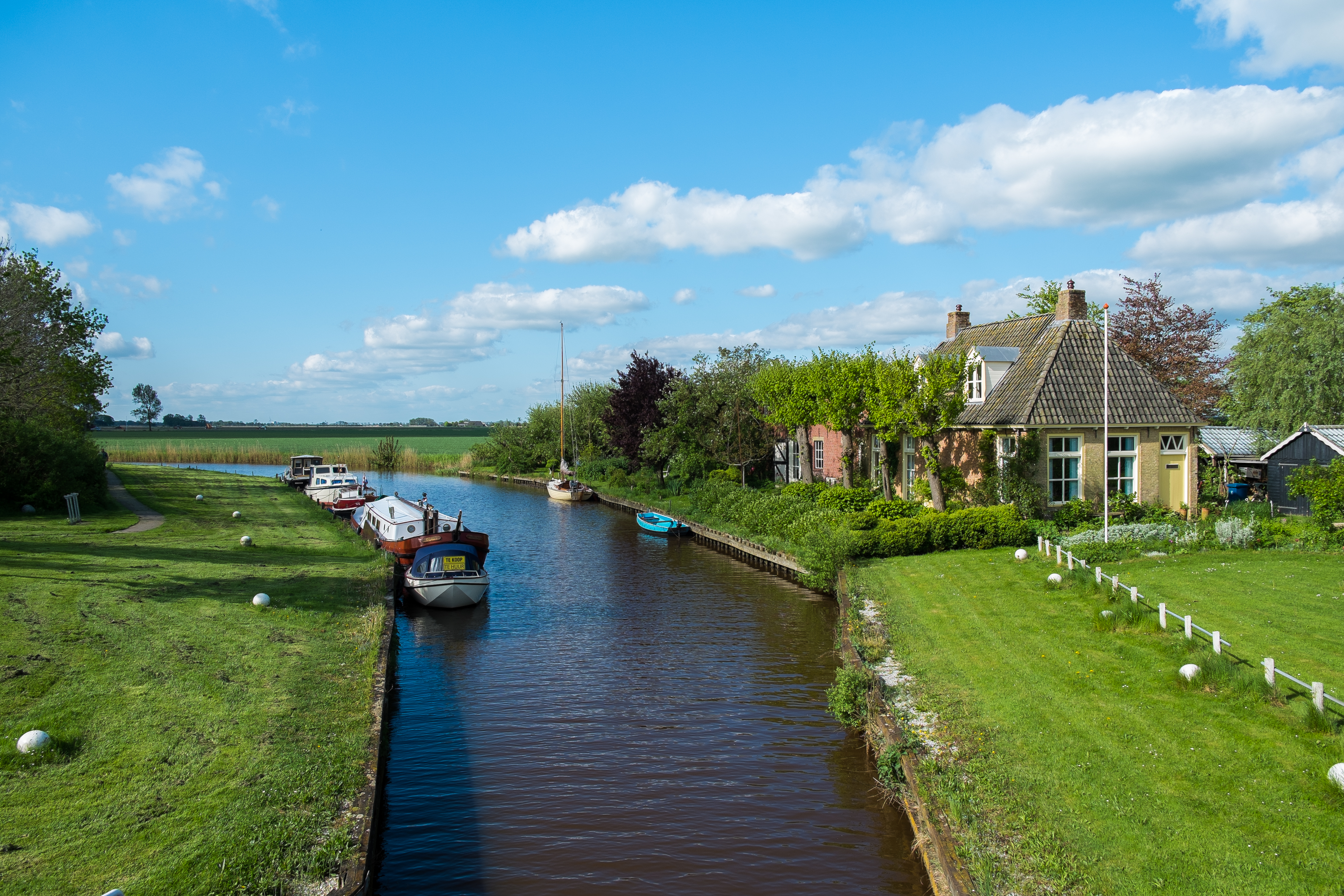
Gezicht op de Lauwers ten zuiden van de oude Munnekezijl uit 1740. Links De Schans.

Het dorp is ontstaan in de late middeleeuwen bij de uitwateringssluis in de Lauwers, die in 1476 door de cisterciënzer monniken van het klooster Jeruzalem te Gerkesklooster werd gebouwd. De sluis moest het ingedijkte gebied van het Munnikeoog van circa 1450 beter beschermen. De sluis werd na de bouw in hetzelfde jaar nog beschadigd door bewoners van Achtkarspelen. Waarschijnlijk was er onmin over de sluis en de gevolgen van het gebied verderop.
De sluis is meerdere keren vernieuwd en heeft op meerdere plekken gelegen. De plaatsnaam is vernoemd naar de sluis (zijl) van de monniken (munneke). In 1510 werd de plaats vermeld als Monicken nyem szyl. In 1573 werd het vermeld als Munckezijl, rond 1660 als munnekezyl, in 1664 als Monicke Zyl en in 1718 als Montke Zyl. Aan het eind van 16e eeuw werd er een verdedigingsschans aangelegd bij het dorp, wat later de buurtschap De Schans werd.
In 1741 werd er een nieuwe sluis gebouwd die een onderdeel vormde van de verbetering van het Zijldiep en Munnekezijlsterried. Tussen de jaren 1874 en 1877 werd er een dijk van Nittershoek naar Zoutkamp aangelegd. De dijken bij Munnekezijl werden zo slaperdijken en ook de sluis had geen zeekerende functie meer.
In 1882 werd er iets oostelijker ter bevordering van de afwatering een stroomkanaal gegraven en werd de Keersluis Munnekezijl aangelegd. Deze sluis kent een elftal afsluitbare stroomgaten. Aan de buitenzijde kent de sluis een van steunberen voorziene, hoge keermuur terwijl er aan de binnenzijde een brug over de stroomgaten werd gelegd.
De plaats was bij het ontstaan een buurtschap van Burum. In 1665 werd er een kerk gebouwd, maar formeel bleef het tot 1912 een buurtschap van Burum. Tot 2019 viel Munnekezijl onder de gemeente Kollumerland en Nieuwkruisland, waarna deze is opgegaan in Noardeast-Fryslân.

## Kerken
Het dorp kent een tweetal kerken. De oudste is Hervormde kerk. Deze werd in 1899 gebouwd als vervanger van de eerdere kerk uit 1665. De kerk is gebouwd in neo-renaissancestijl naar het ontwerp van architect H.A. Zondag. Het opengewerkte houten torentje van de kerk dateert uit 1856,.
De andere kerk is gereformeerde kerk. Deze naar verhouding grotere kerk dateert uit 1920 en is gebouwd onder leiding van aannemer/architect Lammert Reitsma uit Ulrum. Diens zoon Egbert Reitsma, werkzaam als zelfstandig architect, ontwierp het ronde raam boven de preekstoel aan de achterzijde van de kerk. Egbert Reitsma zou later onder meer de gereformeerde kerken van Kollum, Andijk en Leeuwarden-West ontwerpen. De kerk in Munnekezijl kent een uit de voorgevel gebouwde toren.

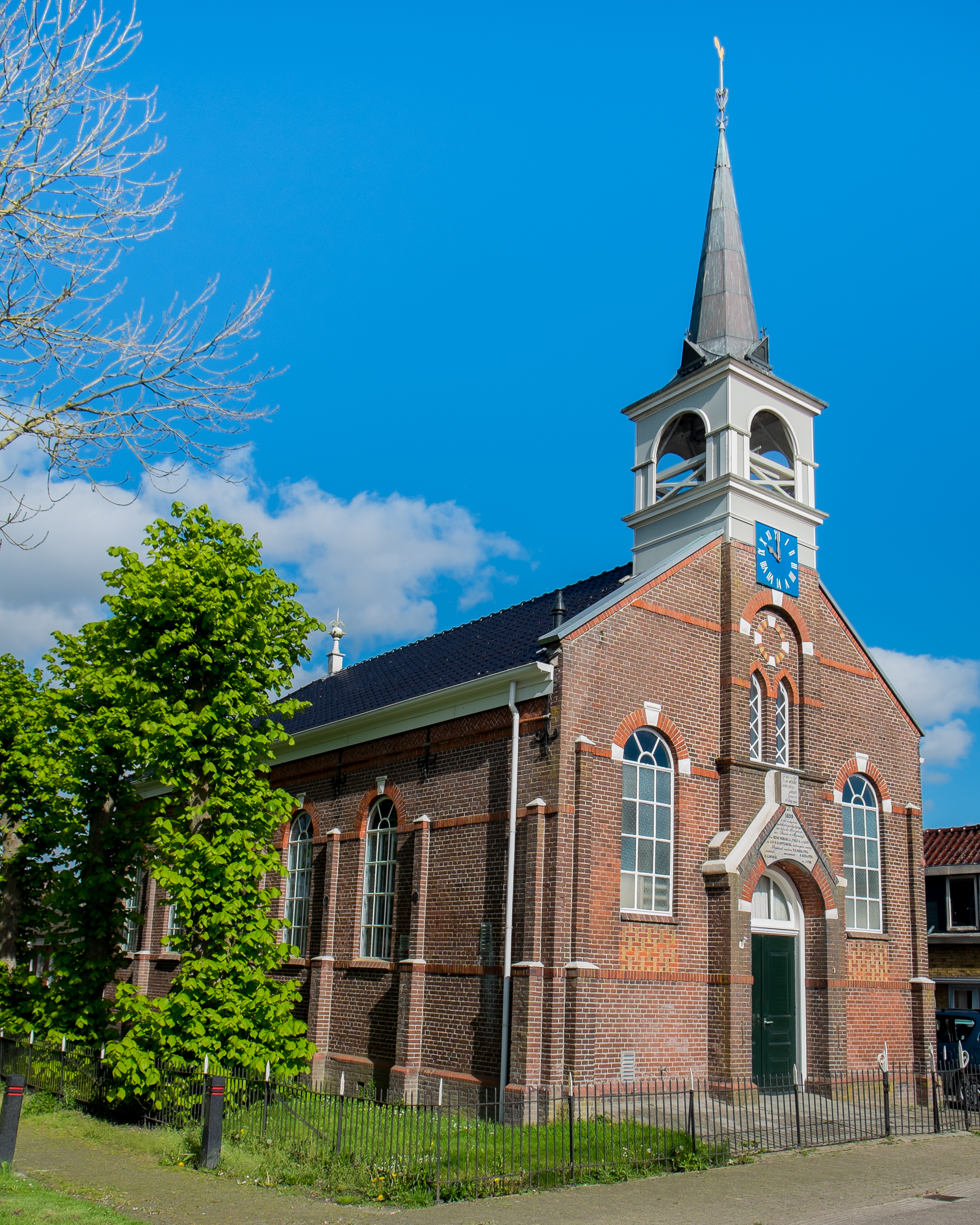
Hervormde kerk uit 1899
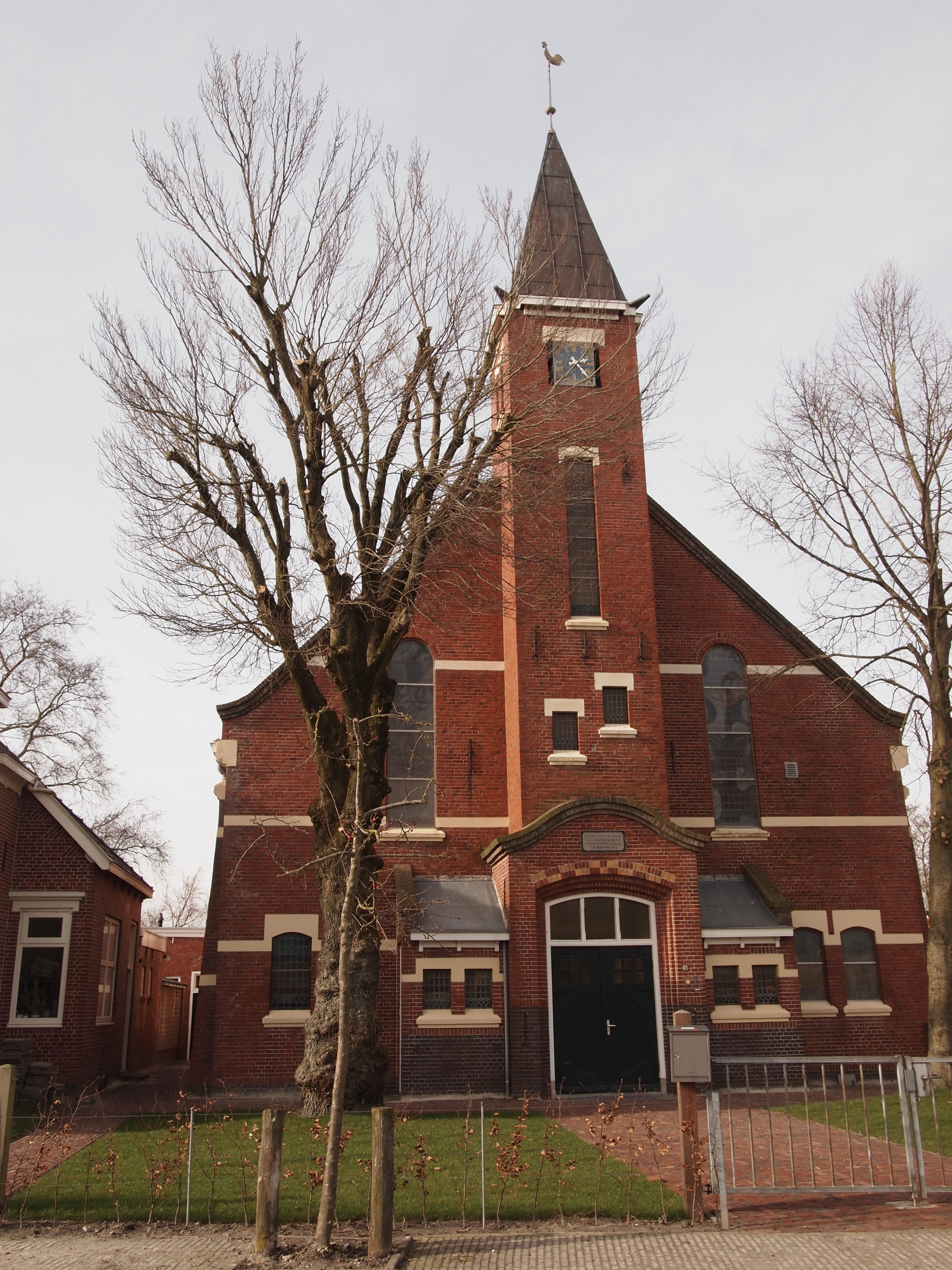
Gereformeerde kerk uit 1920

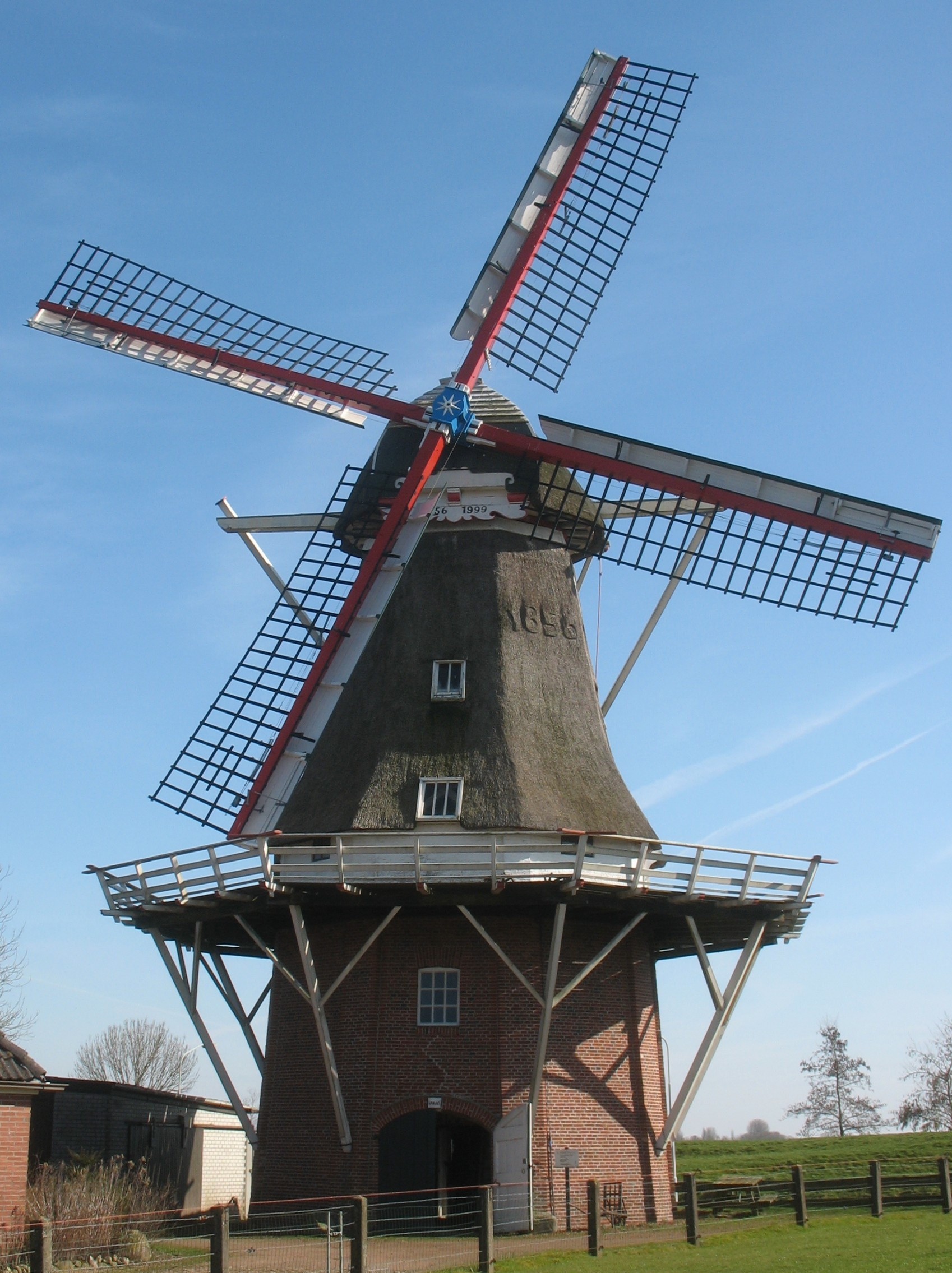
Korenmolen Rust Roest

## Molen
Het dorp kent de molen Rust Roest uit 1856, die ook wel Munnekezijlstermolen wordt genoemd. De molen werd als koren- en pelmolen gebouwd. Het pelwerk is verdwenen maar diverse details van het pelwerk zijn nog te herkennen in de molen. De molen ontkwam enkele keren aan de sloop.

## Sport
In het dorp is geen voetbalvereniging maar in Warfstermolen is de Sportclub de Lauwers, waar de voetbalclub VV de Lauwers een onderdeel van is. De club speelt in de buurtschap Halfweg. Verder kent het dorp de schuttersvereniging 't Mikpunt.

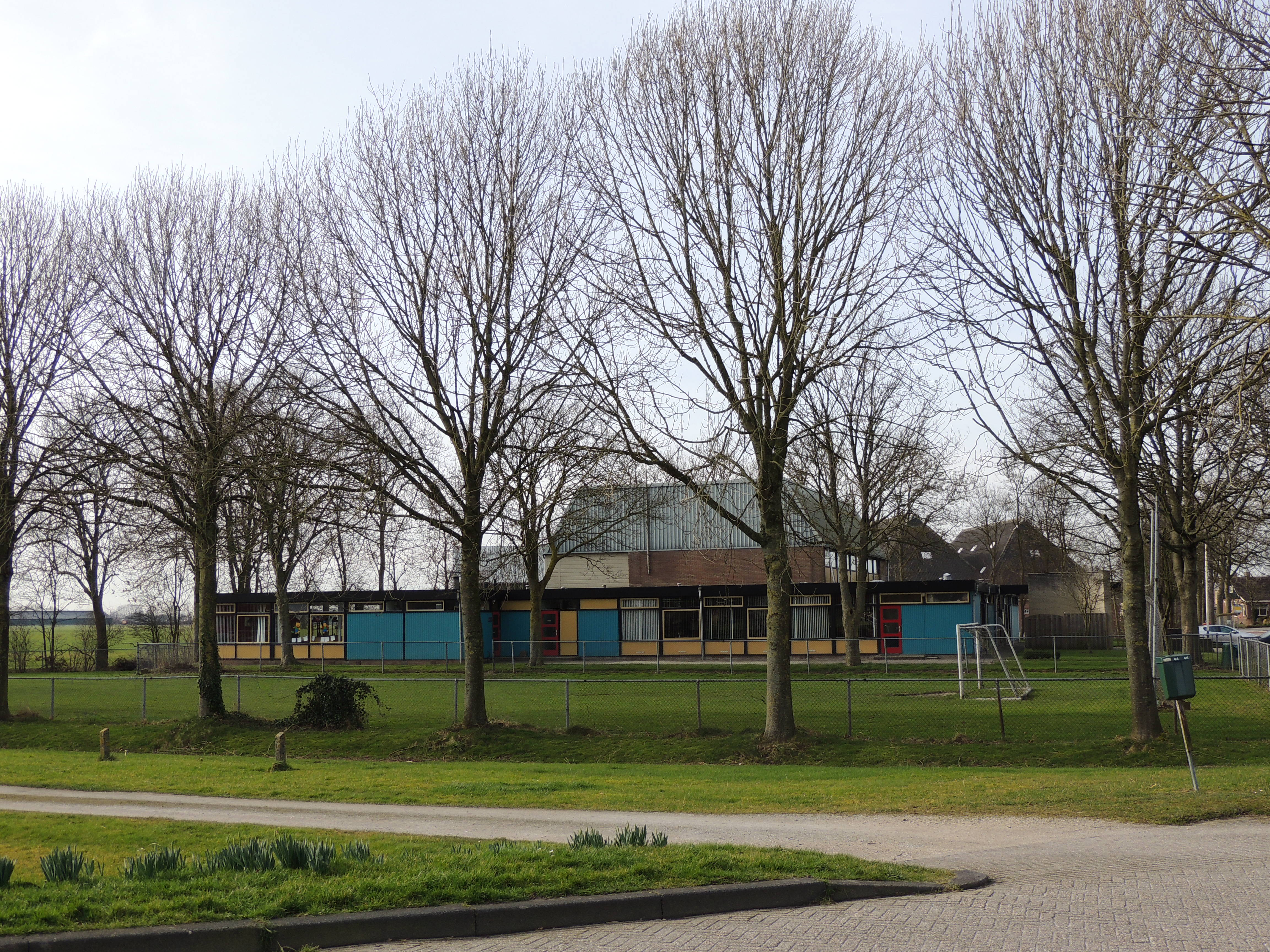
Dorpshuis De Skâns

## Cultuur
Het dorp kent een dorpshuis, De Skâns geheten. Verder kent de in 1924 opgericht muziekvereniging Tida Kira en tot 2019 vond jaarlijks in april Muntjepop plaats, maar dit is wegens de sluiting van Café de Sluys (de organisator) opgehouden. 

## Onderwijs

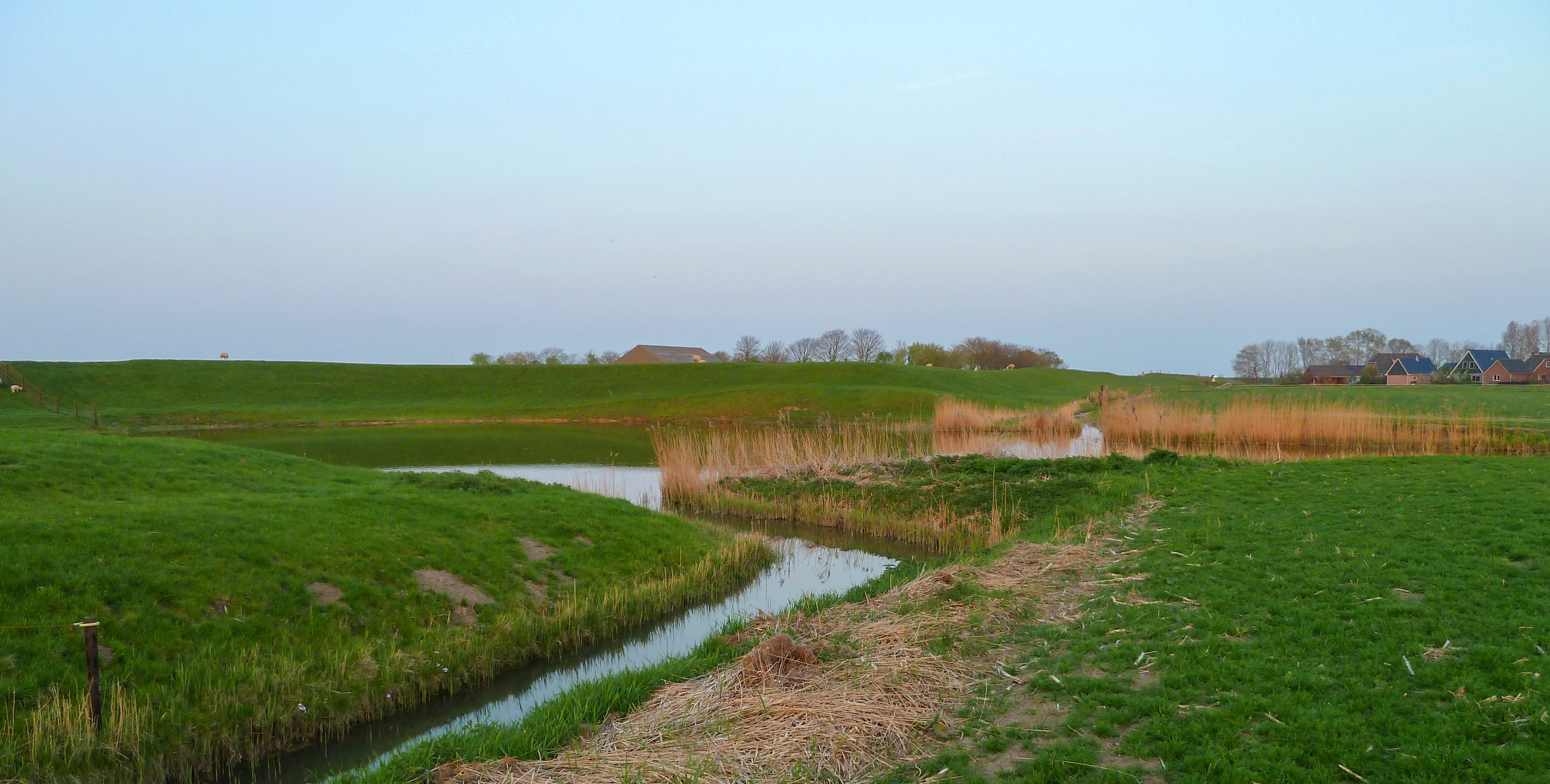
De Kromme Kolk; een restant van een dijkdoorbraak bij vermoedelijk de Allerheiligenvloed in 1570 ten noordwesten van Munnekezijl. De dijk is er later omheen gelegd. Een andere kolk ter hoogte van de korenmolen werd later gedempt.

In het dorp is een kleine basisschool, 't Oegh. Deze school heeft een regiofunctie voor de kleine dorpen in de buurt De school is vernoemd naar het vroegere eiland 't Oegh in de Lauwerszee.

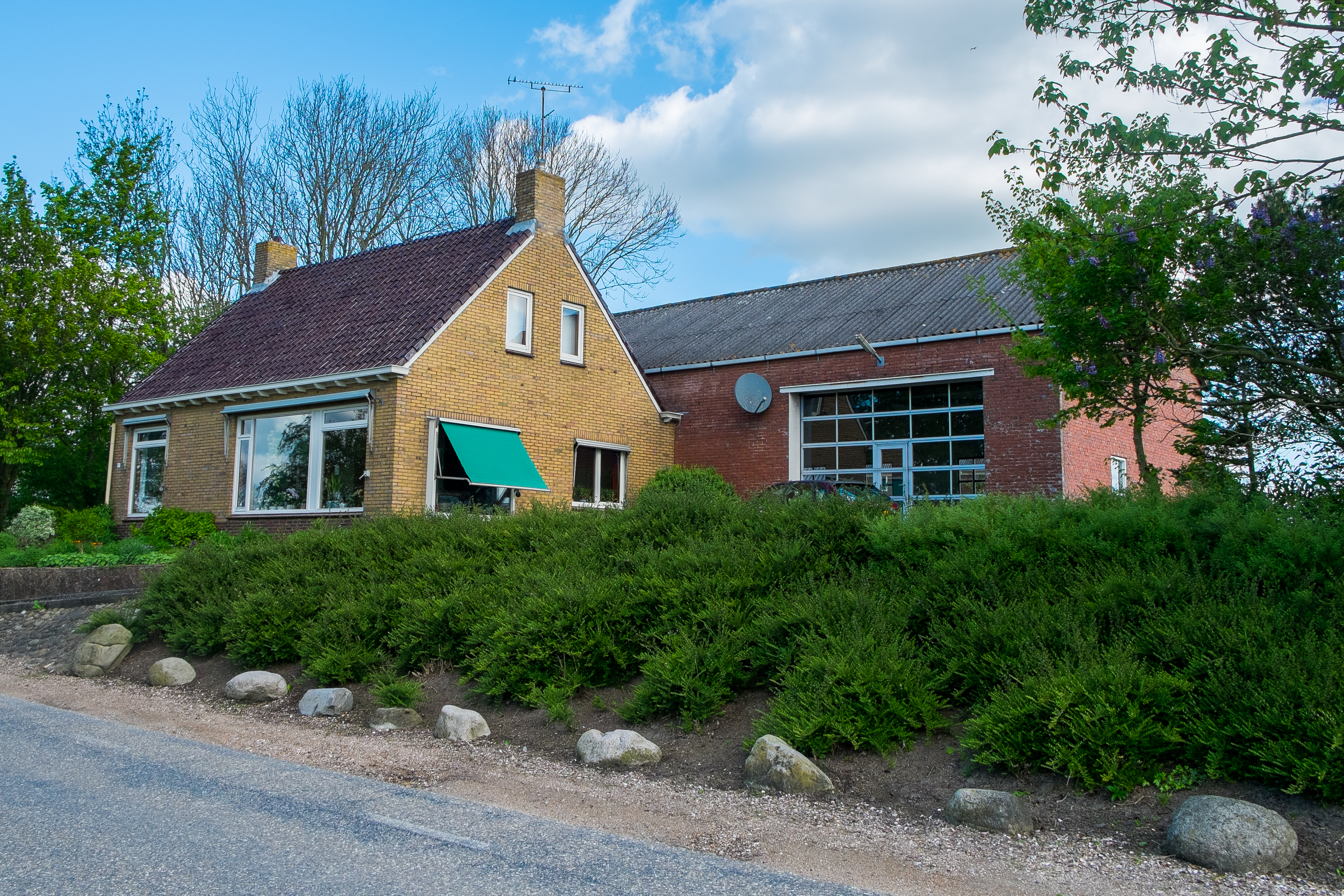
Voormalige gereformeerde school
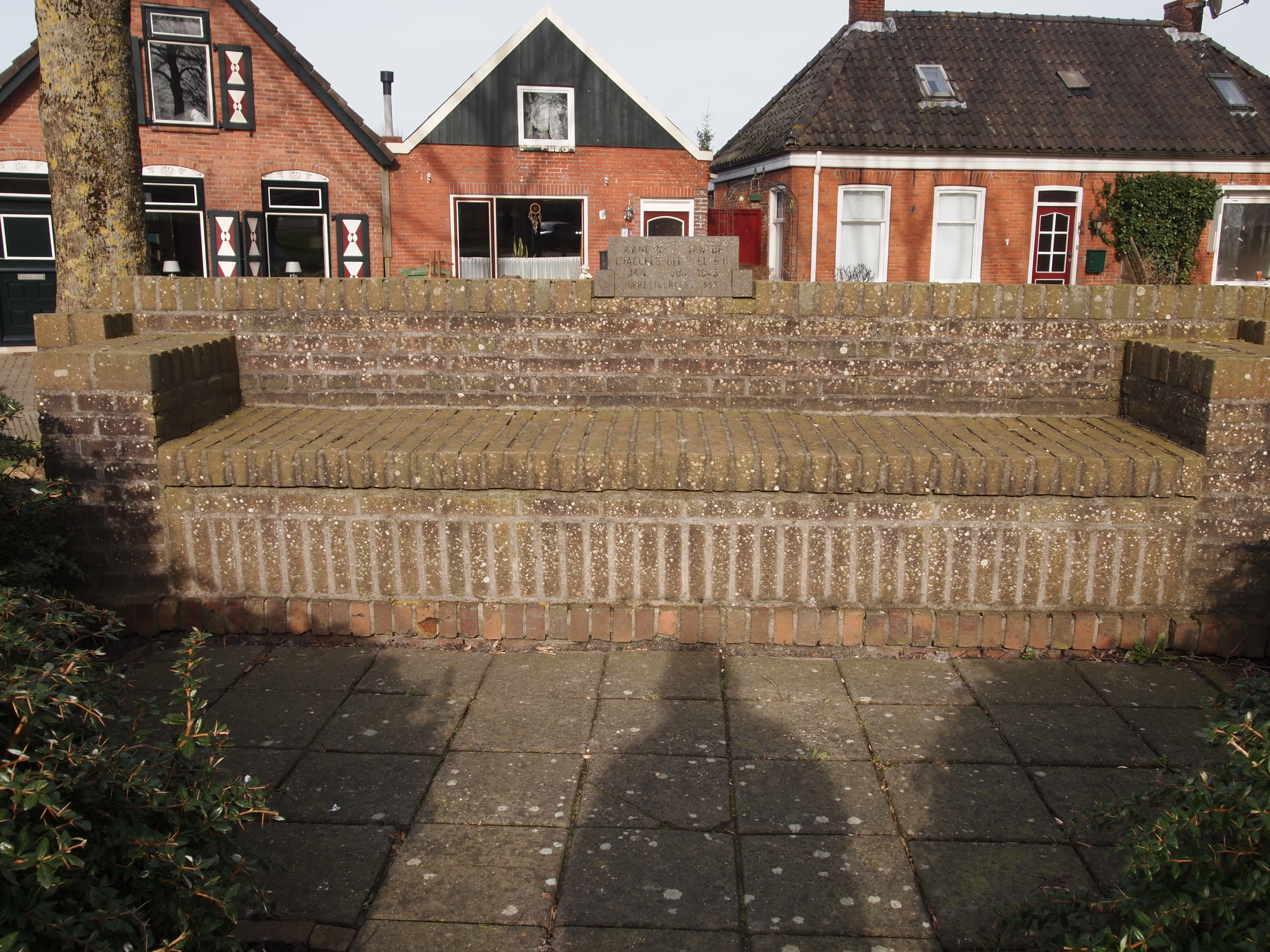
Oorlogsmonument

## Proefboerderij
Ongeveer vier kilometer ten noorden van het dorp achter de dijk is de proefboerderij 'Kollumerwaard' te vinden. Daar wordt onderzoek verricht naar akkerbouw- en vollegronds-groentegewassen.

## Bevolkingsontwikkeling
Het inwoneraantal schommelde over de decennia: in 1950 telde het dorp nog 810 inwoners, in 1965 650 inwoners en in 1976 746 inwoners. Sinds die tijd was het inwoneraantal echter dalende, onder andere als gevolg van gezinsverdunning en het uitblijven van nieuwbouw. Het aantal inwoners zakte onder de 500, naar 484 inwoners in 2014 maar in 2018 telde het dorp 500 inwoners.

## Geboren in Munnekezijl
- Gert Slings (1938-), Leraar en schrijver
- Lodewijk Meeter (1915-2006), tweevoudig kampioen Skûtsjesilen